# Léninopad
Le Léninopad (en ukrainien : Ленінопад, Léninopad, « chute de Lénine ») est le nom donné en Ukraine au phénomène de destruction des monuments dédiés à Lénine dans le pays à la suite de la révolution de la Dignité en 2014, bien qu'il trouve ses racines à l'époque de la dislocation de l'URSS au début des années 1990. Ce mouvement de dé-commémoration fait partie du processus de décommunisation de l'Ukraine. 
À l'issue de vingt-cinq années de vagues de destructions, orchestrées ou non par les autorités, se produisant au gré des remous de la vie politique ukrainienne, ce sont près de 5 500 statues qui ont été abattues à travers le pays.
Le Léninopad est parfois considéré comme étant le plus grand mouvement de renversement de statues de l'histoire.

## Origine du terme
Le terme de « Léninopad » prend son origine dans la destruction du Monument à Lénine de Kiev le 8 décembre 2013, au début du mouvement Euromaïdan.

## Histoire
Le processus de destruction des statues et autres monuments érigés à la mémoire de Lénine en RSS d'Ukraine pendant la période soviétique se produit par vagues successives. La première phase correspond à la dislocation de l'URSS et aux premières années de l'indépendance, après 1991, qui voient la destruction d'environ 2 000 monuments en Galicie et Volhynie, à l'ouest du pays. Pendant la révolution orange, le phénomène s'étend aux régions centrales ou, en même temps qu'à l'ouest, près de 600 statues sont démolies. De 2005 à 2008, pendant la présidence de Viktor Iouchtchenko, 600 autres statues sont abattues. Enfin, la troisième phase débute en 2013-2014, à la suite d'Euromaïdan et du renversement du président Viktor Ianoukovytch, la plupart des centaines de statues restantes sont détruites — exception faite de celles situées en Crimée annexée par la Russie et dans les républiques sécessionnistes du Donbass.
Ce phénomène d'ampleur exceptionnelle est parfois considéré comme le plus grand mouvement de renversement de statues de l'Histoire.

### Années 1990 et 2000
Lénine est perçu comme un tyran étranger et sanglant par une partie des Ukrainiens.
Le 1er juillet 1990, sous la pression populaire, un monument à Lénine situé à Tchervonograd (actuelle Tchervonohrad) est démantelé pour la première fois en URSS, officiellement pour être déplacé. La même année, des démolitions se produisent à Drogobytch, Kolomya, Lviv, Nadvornaïa, Ternopol et d'autres villes de Galicie. En 1991, l'Ukraine a encore 5 500 statues de Lénine, un nombre considérable à comparer aux 7 000 statues de Russie et aux quelques centaines que comptent au maximum chacune des autres anciennes républiques soviétiques.

### Depuis Euromaïdan

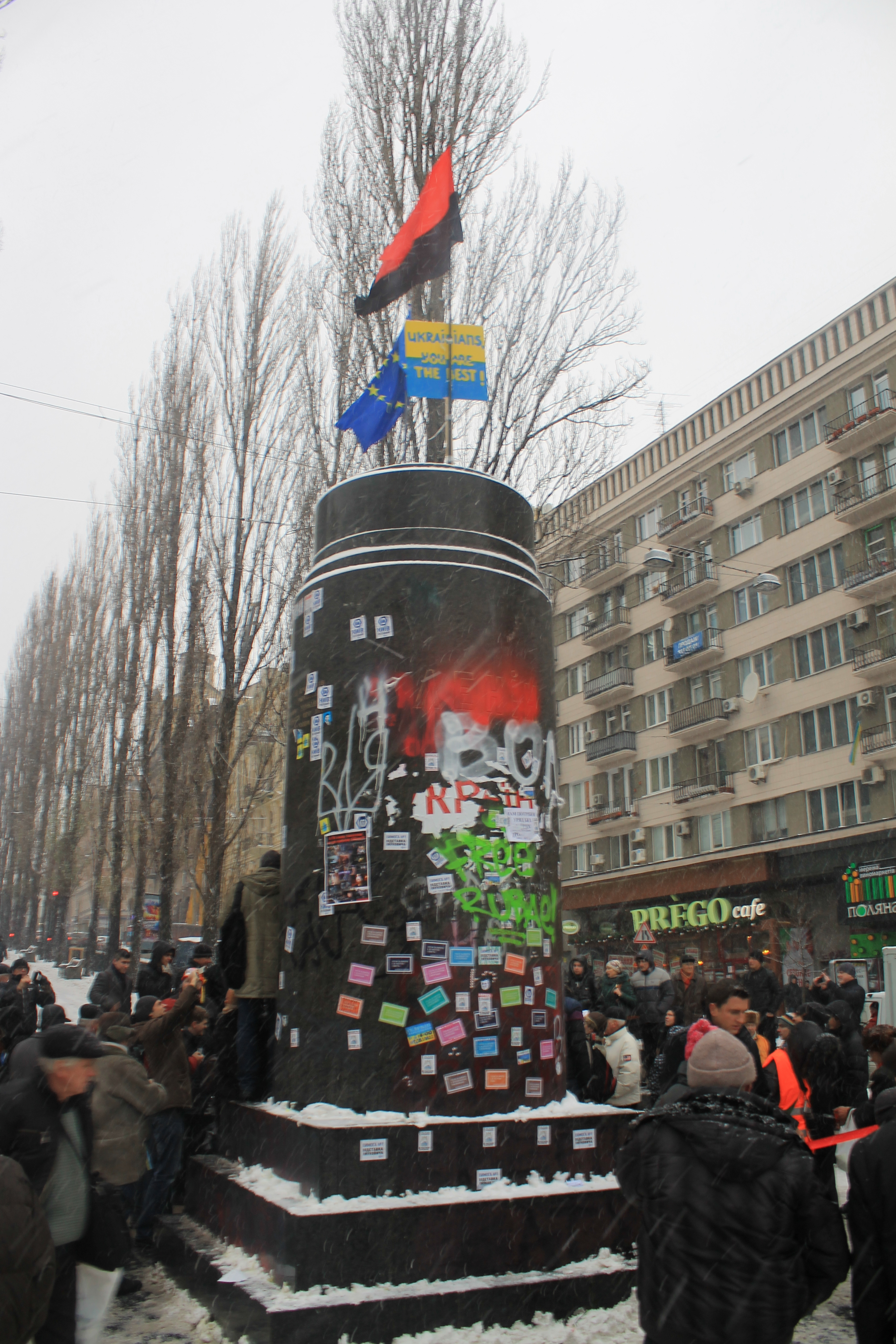
Le socle du Monument à Lénine de Kiev le 9 décembre 2013, au lendemain de sa chute.

Le 8 décembre 2013, le Monument à Lénine situé sur la place de Bessarabie, à quelques rues de la place de l'Indépendance à Kiev, est détruit par un petit groupe de militants. Selon le reporter-photographe Niels Ackermann : « les gens se sont acharnés dessus, l'ont assaillie à coups de pied avec une férocité incroyable, on aurait dit le mur de Berlin ». Le lendemain, le socle couvert de tags et d'autocollants est photographié surmonté du drapeau rouge et noir de l'Armée insurrectionnelle ukrainienne (UPA) et du drapeau européen. Le 3 février 2014, une cuvette de toilettes dorée est installée à son sommet pour se moquer du président Viktor Ianoukovytch, auquel une rumeur attribue la possession d'un tel objet en or.
Le mouvement prend de l'ampleur et se répand à travers le pays. Le 21 février 2014, la statue de la place de la cathédrale de Jytomyr est renversée par des militants nationalistes de Secteur droit accompagnés de riverains. Entre février 2014 et décembre 2015, 700 monuments sont détruits. Dans les deux ans qui suivent la révolution de Maïdan, ce sont près d'un millier de statues qui sont renversées de leur piédestal. En réaction à l'annexion de la Crimée par la Russie, la plus grande statue de Lénine restante du pays, le Monument à Lénine de Kharkiv, est abattue le 28 septembre 2014 après avoir été recouverte de symboles nationalistes et néonazis par une poignée de militants aux visages masqués. Le ministre de l'Intérieur, Arsen Avakov, clôt l'enquête ouverte pour vandalisme et déclare : « Lénine ? Laissez tomber. Tant que personne n'est blessée. Tant que cette raclure d'idole communiste n'ajoute pas encore au bilan des victimes ».
En mai 2015, le président Petro Porochenko signe une loi qui met en place le démantèlement des monuments communistes, à l'exception de ceux dédiés à la mémoire de la Seconde Guerre mondiale, en même temps que le renommage des localités qui portent un nom faisant référence à la période soviétique (comme Dnipropetrovsk qui devient Dnipro). En décembre de la même année, l'hebdomadaire Semaine ukrainienne estime que 376 statues furent abattues au cours du seul mois de février 2014. 
Le 4 octobre 2014 à Zaporijjia, la grande statue de Lénine (20 mètres de hauteur) est habillée d'une vychyvanka géante. C'est une idée du journaliste Iouriy Goudimienko qui y voit une façon « d'ukrainiser Lénine ». Le 17 mars 2016, la statue est démolie.

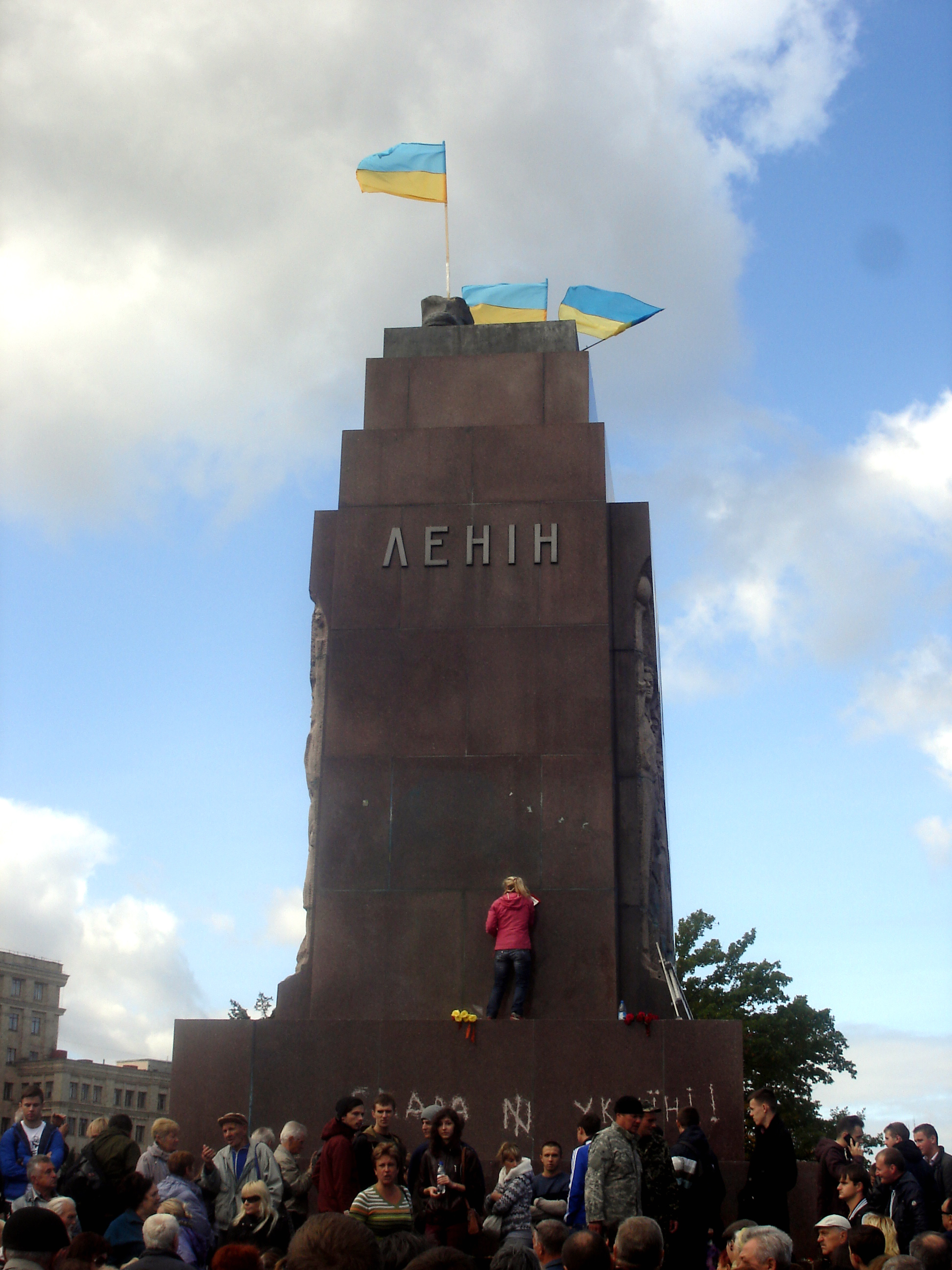
Le Monument à Lénine de Kharkiv en septembre 2014. On distingue une inscription Slava Oukraïni et une Wolfsangel à sa base.

En 2015 à Odessa, une statue de Lénine est remplacée par une statue de Dark Vador, antagoniste emblématique de la franchise cinématographique Star Wars. La statue est l'œuvre du sculpteur local Olexandre Milov.
En 2017, l'Institut ukrainien de la mémoire nationale annonce que 1 320 monuments à Lénine ont été démantelés. La statue érigée dans le village de Tchernobyl, dans la zone d'exclusion de Tchernobyl, est la dernière à être toujours debout dans l'espace public en Ukraine — exception faite de celles de Crimée annexée par la Russie et des républiques autoproclamées de Donetsk et Louhansk dans le Donbass.

## Réactions
En janvier 2015, Viatcheslav Kyrylenko, ministre de la Culture, annonce que les monuments honorant le communisme seront supprimés des listes patrimoniales et que son ministère encouragera le démantèlement desdits monuments. En avril, la Rada vote la prohibition des symboles du communisme et du nazisme, obligeant ainsi les collectivités locales à procéder aux démantèlements.
Le Léninopad et le processus de décommunisation qui en découle suscitent de vifs débats dans la société ukrainienne. Ils ne sont néanmoins pas remis en cause dans leur globalité, ni par des mouvements de masse ni par les résultats des élections présidentielles et législatives de 2019. 
Dans le contexte de l'invasion généralisée russe du 24 février 2022, le mouvement de décommunisation s'élargit à un processus de dérussification, marqué notamment par le démantèlement de statues du poète russe Alexandre Pouchkine ou encore du monument aux fondateurs d'Odessa, glorifiant la tsarine Catherine II,.

### Opposition

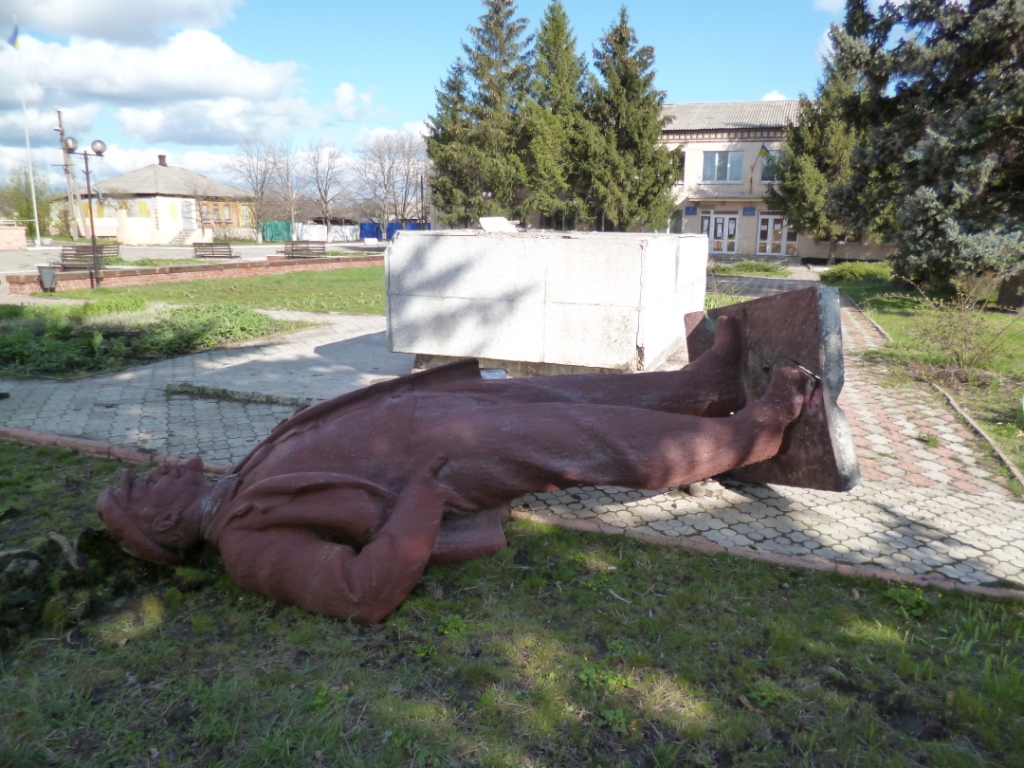
Une statue au sol près de Stanytsia Louhanska.

En Ukraine même, le démantèlement des statues divise l'opinion. Quelques mois avant sa démolition en septembre 2014, le monument de Kharkiv fut protégé par des groupes de prorusses, des membres du Parti communiste, du Parti socialiste ainsi que des vétérans de la Grande Guerre patriotique et de la guerre d'Afghanistan.
Selon le Comité international du Bouclier bleu, une organisation de défense du patrimoine culturel, certains de ces sites représentaient un intérêt patrimonial et auraient dû être vérifiés avant d'être démantelés.
Le phénomène révèle des lignes de fractures de la société ukrainienne. Les opposants au Léninopad ont des motivations variées, allant du communisme à l'opposition à ce qui est perçu comme du vandalisme en passant par la simple nostalgie d'une figure familière dans le paysage. Certains refusent de voir l'Armée insurrectionnelle ukrainienne, à la mémoire contestée du fait de son soutien au Troisième Reich en 1944, être honorée sur certains socles vides. Le remplacement des statues de Lénine par des monuments aux nationalistes ukrainiens n'est pourtant qu'occasionnel. De nombreux piédestaux sont occupés par des installations artistiques, des pots de fleurs ou encore des statuettes religieuses. La plupart des socles sont laissés vides, par manque de moyens ou d'intérêt.
À partir de l'invasion russe lancée le 24 février 2022, les autorités d'occupation russe restaurent des monuments à Lénine dans plusieurs villes de l'est et du sud du pays,.